# Vadehavets variationer
Vadehavets variationer er en dokumentarfilm instrueret af Jan Petersen og John Sandberg efter eget manuskript.

## Handling
Naturfilm. Vadehavsøerne Jordsand og Langli er under nedbrydning, men nyt land bliver til i det utroligt rige og smukke område, som bl.a. rummer kolonier af ynglende fugle. Filmen beskriver, hvordan naturen bestemmer til en vis grad, afhængig af den menneskelige indblanding. Se også »Vadehavets væren«.